# Georg Wittig
Georg Wittig (Berlín, 16 de junio de 1897 - 26 de agosto de 1987) fue un químico y profesor universitario alemán galardonado con el Premio Nobel de Química del año 1979.

## Biografía
Georg estudió química en la Universidad de Tubinga, donde se licenció en 1924, y posteriormente realizó el doctorado en la Universidad de Marburgo en 1926. A partir de 1932 se dedicó a la docencia de la química en la Universidad Técnica de Brunswick y posteriormente pasó por las de Friburgo y Heidelberg, donde fue nombrado catedrático de química orgánica en 1956, cargo que ocupó hasta su jubilación.

## Investigaciones científicas
Especialista en química orgánica, ideó un método para la síntesis de alquenos desde aldehídos y cetonas usando unos compuestos llamados iluros de fósforo, lo que se conoce como reacción de Wittig. Esta reacción supuso una nueva vía para la síntesis de sustancias activas con dobles enlaces mediante el uso de compuestos de fósforo en síntesis orgánica.
En 1979 fue galardonado con el Premio Nobel de Química, compartido con Herbert C. Brown, por su desarrollo del uso de compuestos de boro y fósforo en reacciones importantes en el campo de la síntesis orgánica.
| Predecesor: Peter D. Mitchell | Premio Nobel de Química 1979 | Sucesor: Paul Berg Walter Gilbert Frederick Sanger |

- Datos: Q77171
- Multimedia: Georg Wittig / Q77171